# Kudekanye
Kudekanye is een kevergeslacht uit de familie van de boktorren (Cerambycidae). De wetenschappelijke naam van het geslacht werd voor het eerst geldig gepubliceerd in 2008 door Rice.

## Soorten
Kudekanye is monotypisch en omvat slechts de volgende soort:
- Kudekanye suidafrika Rice, 2008